# رافائله کالتسینی
رافائله کالتسینی (ایتالیایی: Raffaele Calzini؛ ‏ ۲۹ دسامبر ۱۸۸۵ – ۱۹۵۳) یک روزنامه‌نگار و منتقد هنری اهل ایتالیا بود. وی برنده جایزه ویارجو (۱۹۳۴) شده‌است.
از فیلم‌هایی که وی در آن نقش داشته‌است، می‌توان به ملکه اسکالا اشاره کرد.